# Smicridea australis
Smicridea australis är en nattsländeart som beskrevs av Georg Ulmer 1908. Smicridea australis ingår i släktet Smicridea och familjen ryssjenattsländor. Inga underarter finns listade i Catalogue of Life.